# グラント・パーク (シカゴ)
グラント・パーク（英: Grant park）は、アメリカ合衆国イリノイ州シカゴのループ地区にある公園。129haの広さがあり、ミレニアム・パーク、バッキンガム噴水、シカゴ美術館で有名。シカゴの「前庭」と呼ばれる。
北はランドルフ・ストリートから南はルーズベルト・ストリートまでの13ブロック、西はミシガン・アベニューから東はレイクショア・ドライブまでの2ブロックの区域を占める。

## 歴史
初期の都市計画では、ミシガン・アベニュー以東の区域は分割されずに空き地のまま残されることとなっており、同区域が今後私有されないことがミシガン・アベニュー沿いの土地購入者には約束されていた。旧ディアボーン砦が市所有となった1839年には、ミシガン・アベニューの東側でランドルフ・ストリートの南側の区画は「公有地、永久に空き地」と記録されていた。
1844年4月29日、シカゴ市は当地を公園とすることを公式に決定し、「レイク・パーク(Lake Park)」と命名。
イリノイ・セントラル鉄道がシカゴに開通した1852年、同鉄道はミシガン湖の湖岸に敷設を認められたが、これは湖にコーズウェー(土手道)を設けてのものだった。その結果出来た沼地が澱んだため、1871年に大規模な埋立てが、同年のシカゴ大火で生じた瓦礫によって行われた。
1896年には、シカゴ市はグラント・パーク拡大のためミシガン湖の埋立てを開始した。
1901年10月9日、グラント・パークに改名。南北戦争の将軍で第18代大統領でもあるユリシーズ・グラント(イリノイ州ガリーナに在住していた)を称えてのことである。
建築を禁止した法規制は無視され、官庁の建物がいくつも建設された他、1870～80年代にはシカゴ・カブスの前身となる球団の本拠地球場が北西角にあった。
ダニエル・バーナムによる1909年のシカゴ都市計画では、図書館や博物館を含む文化センターをグラント・パーク中心部に設けることとされた。これに反対したシカゴの実業家アーロン・ワード(Aaron Montgomery Ward)は、開発中止を求めて4度も裁判を戦った。ワードが唯一同意したのは1892年建設のシカゴ美術館である。
20世紀初頭には、シカゴ・トンネル会社の掘削土を用いた埋立てにより、グラント・パークは更に拡大し、またエドワード・ベネットによる極めてフォーマルな配景デザインを元に開発が進んだ。
1910年代・20年代の埋立てにより、アドラー・プラネタリウムやフィールド自然史博物館、シェッド水族館の用地が埋め立てられ、これは後のミュージアム・キャンパスとなる。
2004年、かつてイリノイ・セントラル鉄道のレール置場・車両基地だったグラント・パーク北部が再開発されミレニアム・パークが完成した。

## 主な出来事
- ローマ教皇ヨハネ・パウロ2世訪問
- シカゴ・ブルズ優勝祝賀会

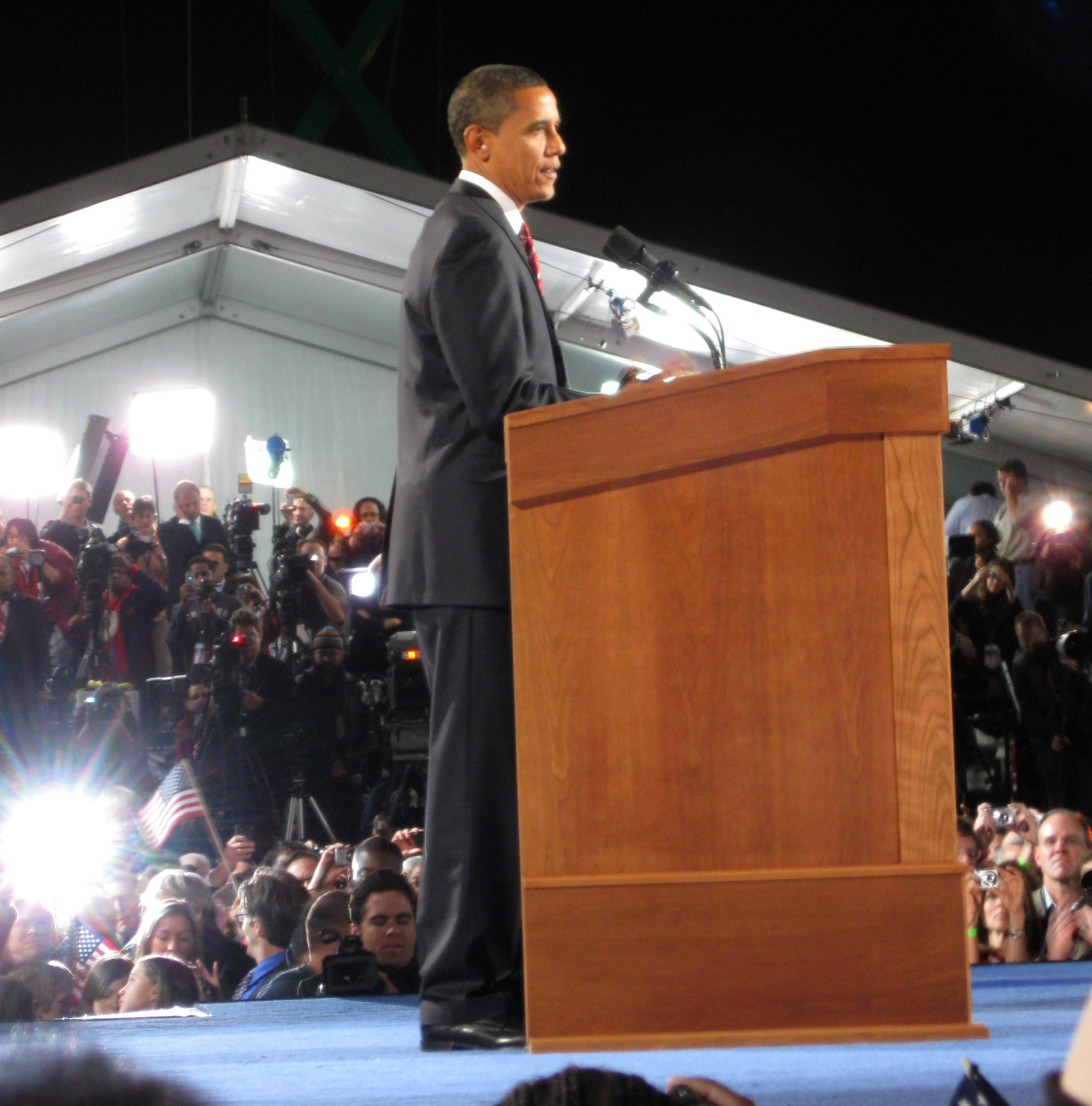
グラント・パークで大統領選勝利を宣言するオバマ

- 1968年、民主党全国党大会期間中のシカゴ警察とデモ隊との衝突
- 2008年11月4日、バラク・オバマの大統領選勝利演説

## イベント
グラント・パークで行われる大規模イベントには、以下のものがある。
- シカゴ・ブルース・フェスティバル - 6月開催。
- テイスト・オブ・シカゴ - 6月～7月開催の食の祭典。
- ベネチアン・ナイト - 7月開催。電飾したボートのパレード。
- ロラパルーザ - 8月開催のロック・フェスティバル。2005年より。
- シカゴ・ジャズ・フェスティバル - 9月開催。
- シカゴマラソン - 10月開催。グラント・パークがスタート及びゴール地点。

## 主な施設

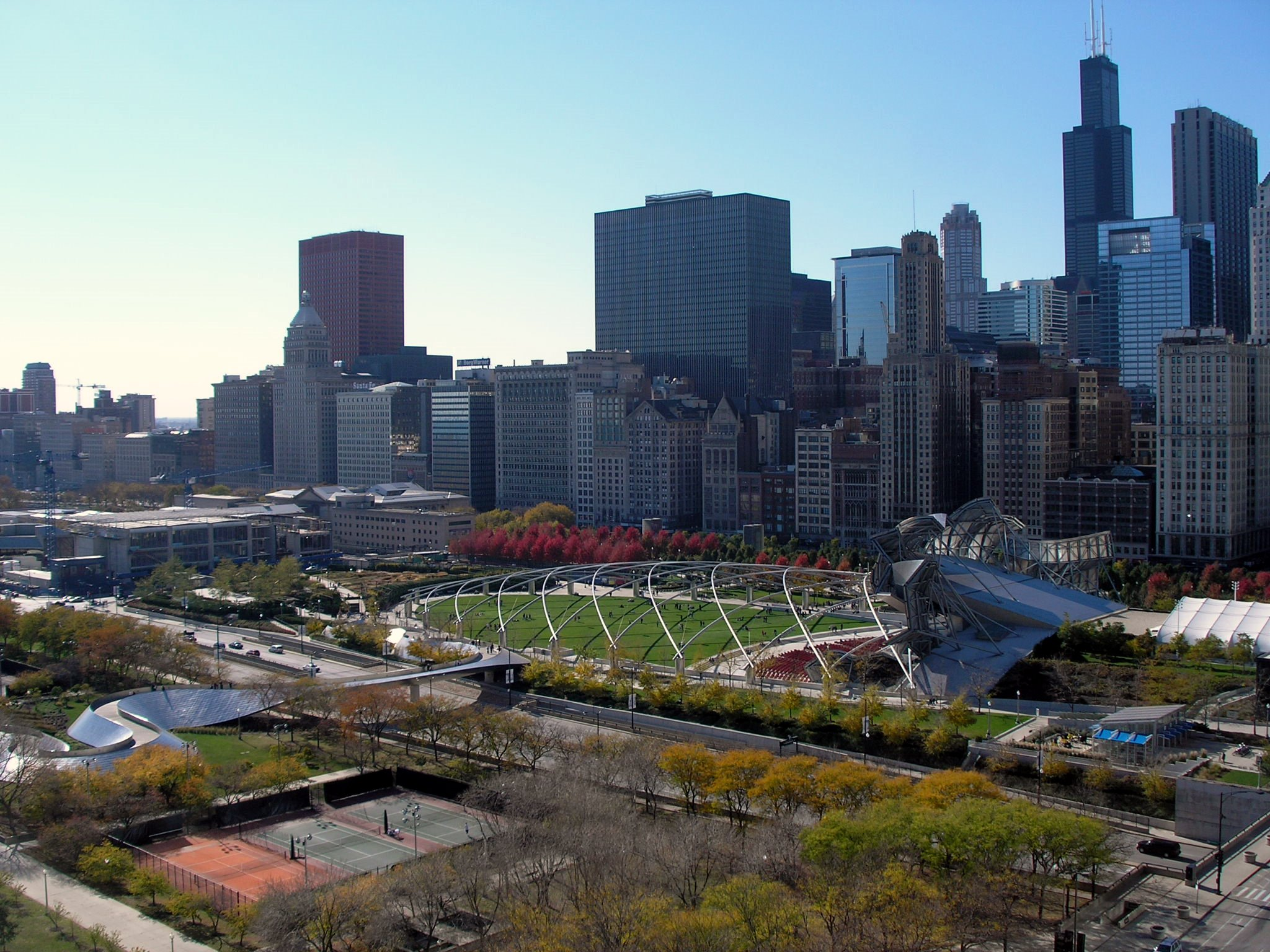
ミレニアム・パーク

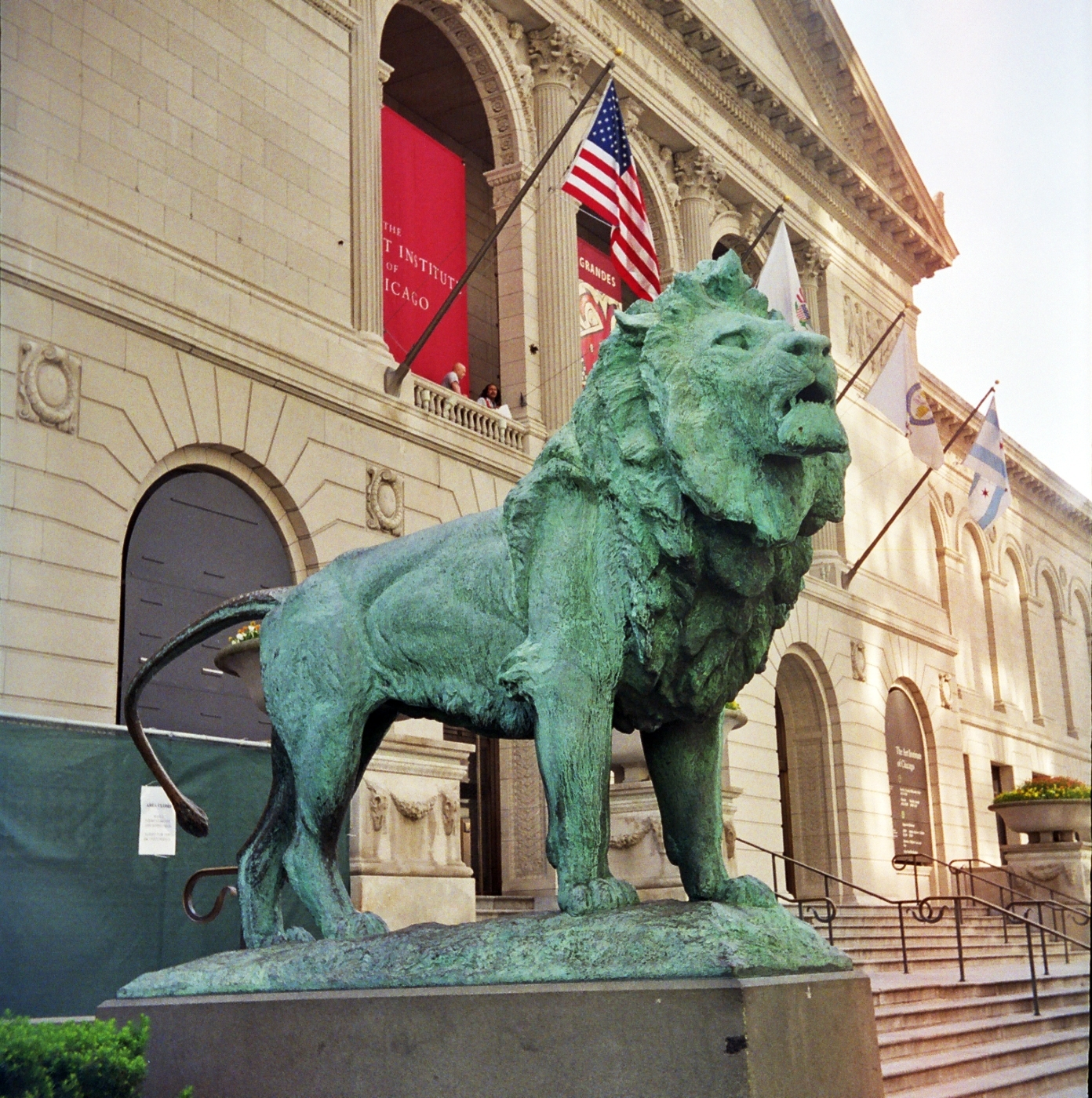
シカゴ美術館

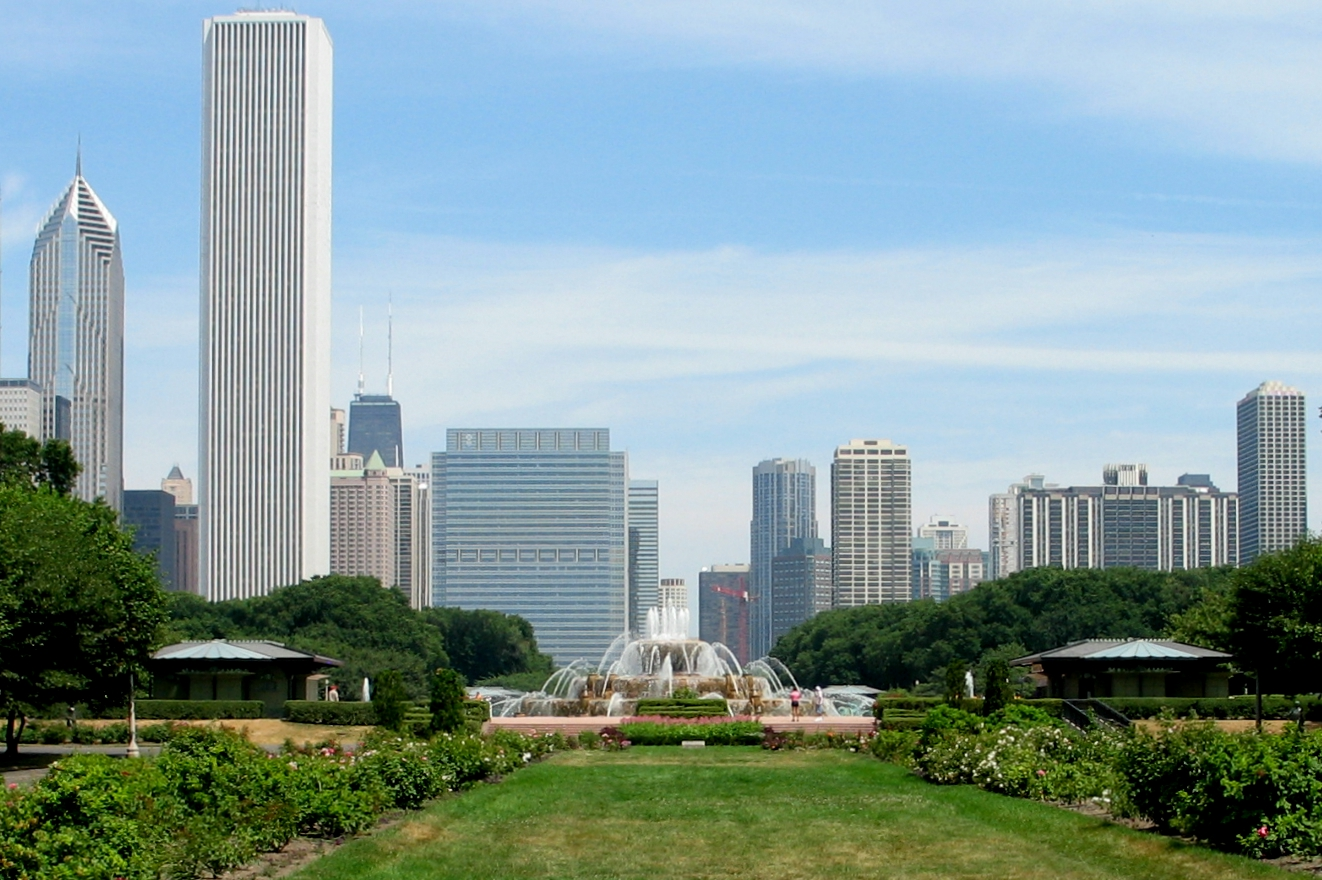
バッキンガム噴水

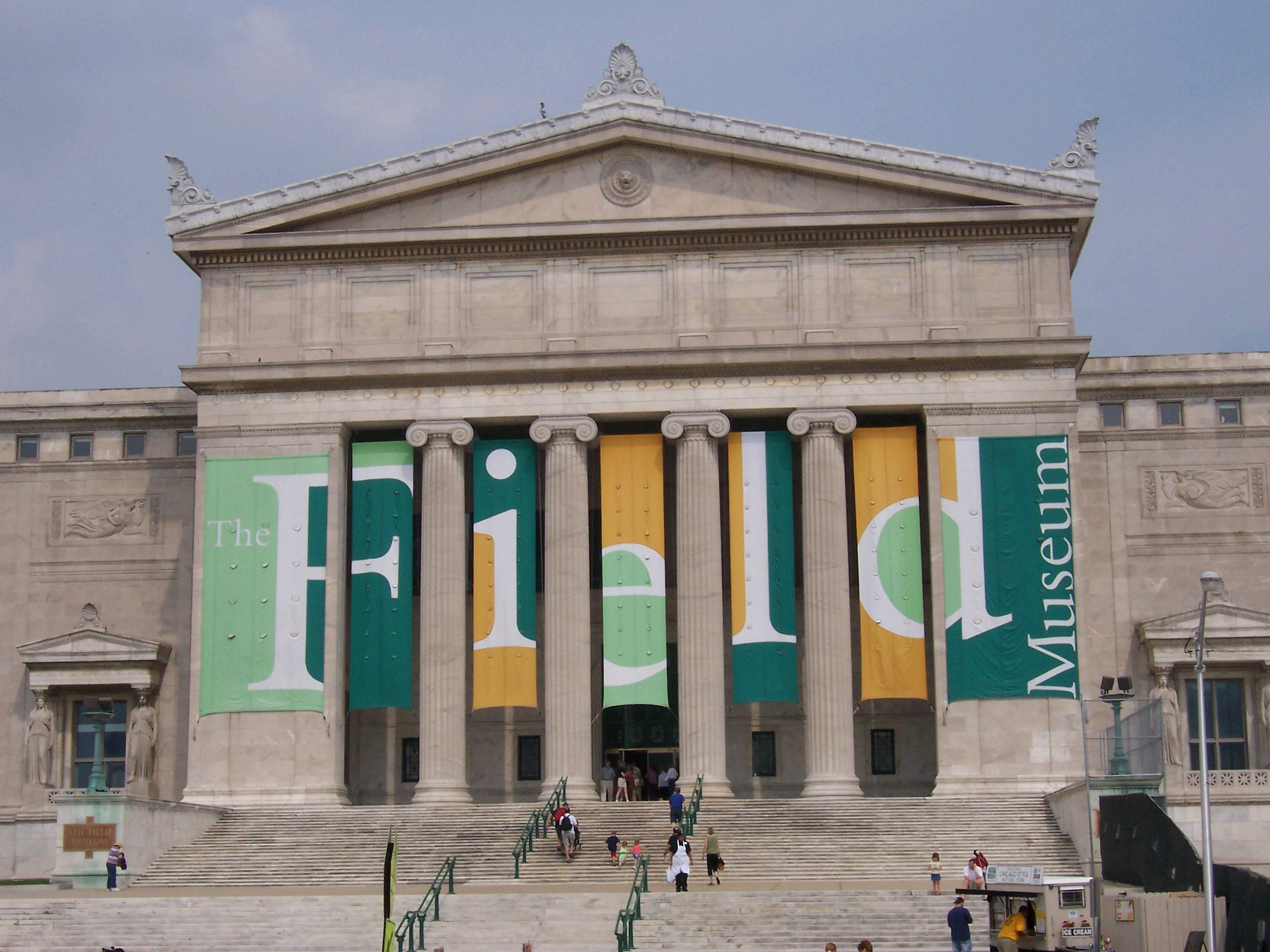
ミュージアム・キャンパス内のフィールド自然史博物館

### ミレニアム・パーク
グラント・パーク北西部は、1998年から2004年までの改修を経てミレニアム・パークと命名された。数多くの建築・芸術作品が並ぶ。

### デイリー二百年祭プラザ
グラント・パーク北東部に位置し、多くの野外アクティビティが催される。

### シカゴ美術館
アダムス・ストリート端に位置する全米最大級の美術館。美術大学を併設し、特に印象派絵画とアメリカ美術のコレクションが豊富。

### バッキンガム噴水
グラント・パーク中心部に位置する世界最大規模の噴水。1927年にケイト・バッキンガム(Kate Sturges Buckingham)から市へ、彼女の兄弟クラレンス(Clarence Buckingham)の追悼として寄贈された。夏季には毎時に水のディスプレーや光と音のディスプレーが楽しめる。

### ミュージアム・キャンパス
グラント・パークの南にあるミュージアム・キャンパスには、23haの面積の中に3つの自然博物館が所在する。

### その他
- 現在ネイビー・ピアにあるシカゴ子供博物館をグラント・パークに移転させる1億ドルの計画がシカゴ市長リチャード・デイリー(Richard M. Daley)により認可された。反対する市議もおり、実現には障害に直面する可能性がある[5][6]。
- グラント・パークには多くの遊歩道があり、特に多目的舗道レイクショア・トレイルはレイクショア・ドライブに沿ってグラント・パークを南北に縦断する。
- 16のソフトボール場と12のテニスコートが一般に開放されている。
- デイリー二百年祭プラザでは、フィットネスやヨガ、エアロビクスのプログラムが提供されている。